# تشانغ جي
تشانغ جي (5 نوفمبر 1978 - ) (بالصينية: 张骥) هو لاعب كرة يد الصين. شارك في الألعاب الأولمبية الصيفية 2008.

## وصلات خارجية
- تشانغ جي على موقع أوليمبيديا (الإنجليزية)
- تشانغ جي على موقع اللجنة الأولمبية الصينية (الإنجليزية)